# Хендрикс (Оклахома)
Хендрикс (енгл. Hendrix) град је у америчкој савезној држави Оклахома.

## Демографија
По попису из 2010. године број становника је 79, што је 0 (0,0%) становника више него 2000. године.
| Група             | 2000.      | 2010.      |
| Белци             | 52 (65,8%) | 58 (73,4%) |
| Афроамериканци    | 14 (17,7%) | 10 (12,7%) |
| Азијати           | 0 (0,0%)   | 1 (1,3%)   |
| Хиспаноамериканци | 0 (0,0%)   | 0 (0,0%)   |
| Укупно            | 79         | 79         |